# Boaz (Alabama)
Boaz – miasto w Stanach Zjednoczonych, w stanie Alabama, w hrabstwie Marshall. W roku 2023 miasto zamieszkiwało 10 369 osób, a gęstość zaludnienia wynosiła 327,1 osoby/km².